# Farola solar

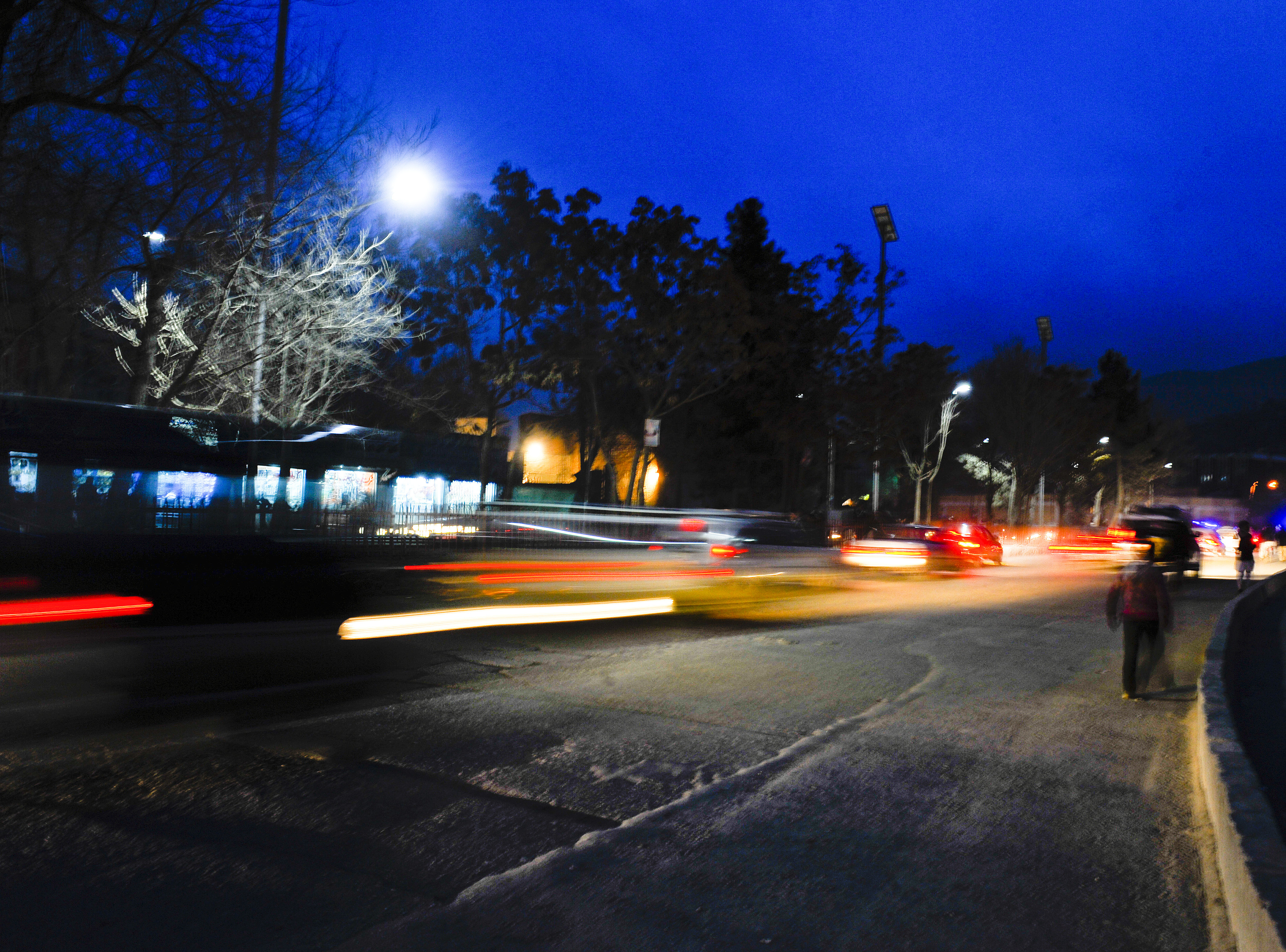
Proyecto de farola solar en Kabul

Una farola solar es una fuente de luz elevada alimentada por paneles fotovoltaicos generalmente montados en la estructura de iluminación o integrados en el propio poste. Durante el día los paneles solares cargan una batería, la cual, por la noche, alimenta una lámpara fluorescente o de led.

## Características
La mayor parte de la iluminación alimentada por energía solar se enciende y se apaga automáticamente mediante un sensor de la luz exterior generalmente basado en una célula fotovoltaica. Las farolas solares están diseñadas para funcionar durante la noche. Muchas pueden quedarse encendidas durante parte del día si hay poco sol. Los modelos más viejos incluían lámparas que no eran fluorescentes ni led, de mayor consumo, y que por tanto necesitaban más paneles solares y más batería. Las luces solares instaladas en zonas ventosas son generalmente equipadas con paneles solares planos para soportar mejor los vientos.
Los diseños modernos utilizan tecnología inalámbrica y lógica difusa para gestionar la batería. Las farolas solares con esta tecnología pueden operar como una red: cada farola tiene la capacidad de encender y apagar todo un conjunto de ellas.

## Componentes
Las farolas solares constan de 4 partes principales:

### Panel solar
El panel fotovoltaico es una de las partes más importantes de una farola solar, porque es capaz de convertir la energía solar en electricidad que las lámparas pueden utilizar. Hay dos tipos de panel solar generalmente utilizados en estas farolas: de silicio monocristalino y de silicio policristalino. El índice de conversión de irradiancia solar en electricidad de los paneles monocristalinos es mucho mayor que el de los policristalinos. Los paneles solares también pueden ser de diversas potencias.

### Luminaria
Como luminaria (pieza que emite luz) estas farolas utilizan normalmente diodos emisores de luz (led) porque proporcionan una luminosidad mucho más alta con menor consumo de energía. El consumo de energía de una luminaria led es al menos un 50 % inferior al de una de vapor de sodio de alta presión (HPS por sus siglas en inglés), ampliamente utilizada como fuente de luz en farolas tradicionales. Como el tiempo de encendido de los led es muy corto, las farolas solares pueden llevar detectores de presencia, y encenderse cuando pasa una persona o un vehículo, apagándose después, lo que aumenta su eficiencia.

### Batería
La batería almacena la electricidad generada por el panel solar durante el día y proporciona energía a la luminaria durante noche. El ciclo de vida de la batería es muy importante para la duración de la farola, y la capacidad de la batería afectará al tiempo que la farola pueda estar encendida. Hay 2 tipos de baterías generalmente utilizadas en farolas solares: baterías de células de gel de ciclo profundo y baterías de plomo y ácido. Las baterías de ion de litio son también populares actualmente debido a su tamaño compacto y baja susceptibilidad al robo, porque, al contrario que las baterías de plomo y ácido, carecen de uso en otras situaciones.

### Poste
Es necesario que cualquier farola tenga un poste sólido, y especialmente las solares, porque a menudo tienen más componentes montados en lo alto del poste que una farola convencional: circuitos, paneles, y a veces, baterías. Sin embargo, en algunos de los diseños más modernos, los paneles y toda la electrónica se integran en el propio poste. La resistencia que la farola ofrece al viento, y la velocidad del viento máxima previsible en la zona donde se instala, también son factores importantes.
Además existen accesorios para este tipo de poste, como una jaula de cimentación o una caja para la batería. 

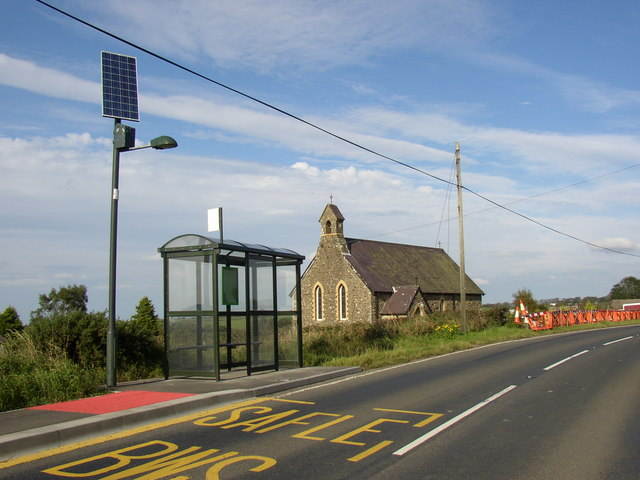
Farola solar en una parada de autobús

## Tipos
Cada farola solar puede tener su propio panel fotovoltaico, independiente de otras. Alternativamente, puede instalarse un conjunto de paneles en una ubicación separada y llevar de él cables de alimentación a varias farolas.
Las farolas solares "todo en uno" están obteniendo popularidad debido a su diseño compacto, el cual incorpora todas las piezas necesarias, incluida la batería.
La ciudad de Las Vegas, Nevada, fue la primera ciudad del mundo que probó las nuevas farolas solares EnGoPlanet, conectadas con baldosas cinéticas que producen electricidad cuando la gente anda sobre ellas.

## Ventajas
- Las farolas solares son independientes de la red eléctrica. Por ello no solo se minimizan los costes de operación, sino que además es posible instalar farolas solares en zonas a las que no llega la red eléctrica o no funciona de modo fiable por la noche.
- Las farolas solares requieren mucho menos mantenimiento que las convencionales.
- Como se eliminan los cables externos, se minimiza el riesgo de accidentes.[2]
- La electricidad producida por los paneles solares no contamina. La electricidad de las farolas convencionales es a menudo producida por centrales eléctricas de combustibles fósiles, lo que contamina el aire.
- Pueden transportarse fácilmente elementos de un conjunto de farolas solares.
- La instalación de farolas solares no requiere abrir zanjas para meter los cables eléctricos, al contrario de las farolas convencionales.
- Se ahorra energía.

## Inconvenientes
- La inversión inicial es mayor que la de farolas convencionales.
- Como una farola solar es más cara que una convencional, el riesgo de que la roben es mayor.[2]
- La nieve o el polvo, combinados con humedad, pueden acumularse sobre paneles fotovoltaicos horizontales y reducir o incluso detener la producción de energía.
- Las baterías tienen una duración limitada, y necesitarán sustituirse varias veces, lo que aumenta los costes de mantenimiento..

Los ciclos de carga y descarga de las baterías son también muy importantes para el coste global del proyecto.